# Гатка (Нижньосілезьке воєводство)
Гатка (пол. Gatka) — село в Польщі, у гміні Жміґруд Тшебницького повіту Нижньосілезького воєводства.
Населення — 177 осіб (2011).
У 1975-1998 роках село належало до Вроцлавського воєводства.

## Демографія
Демографічна структура станом на 31 березня 2011 року:
|          | Загалом | Допрацездатний вік | Працездатний вік | Постпрацездатний вік |
| -------- | ------- | ------------------ | ---------------- | -------------------- |
| Чоловіки | 94      | 17                 | 72               | 5                    |
| Жінки    | 83      | 21                 | 47               | 15                   |
| Разом    | 177     | 38                 | 119              | 20                   |